# Metaconocimiento (ciencias cognitivas)
El metaconocimiento es el conocimiento sobre un conocimiento particular, o sobre un tipo de conocimiento.
En definitiva, el metaconocimiento significa literalmente "conocimiento sobre el conocimiento", y designa el conocimiento que el sujeto tiene sobre sus propios conocimientos, así como el control que ejerce sobre su propio sistema cognitivo.
La actividad mental que genera metaconocimiento solamente puede desarrollarse si el sujeto tiene la capacidad de observarse a sí mismo, identificando introspectivamente su propia actividad mental y sus propios estados mentales. Dicho de otra forma, hay metaconocimiento cuando se encuentran presentes tres tipos de conocimientos sobre los fenómenos psicológicos: (1) el conocimiento sobre los estados mentales internos; (2) el conocimiento sobre los diferentes procesos mentales; (3) el conocimiento sobre las relaciones de los procesos mentales (entre sí).
John H. Flavell (1987) distingue tres tipos de conocimientos metacognitivos: (a) los relativos a las personas; (b) los relativos a las tareas; (c) los relativos a las estrategias.
Resumiendo:
Los metaconocimientos relativos a las personas son conocimientos sobre los propios conocimientos (por ejemplo, saber que uno recuerda mejor palabras que números), sobre los conocimientos de otras personas, y sobre comparaciones entre los conocimientos de otras personas (entre sí y con uno mismo).
Los metaconocimientos relativos a las tareas son conocimientos sobre las características de las tareas, lo que permite planificar las actividades cognitivas (por ejemplo, saber que la organización de un texto en determinada manera facilita o dificulta el aprendizaje del contenido).
Los metaconocimientos relativos a las estrategias son conocimientos que permiten orientar las estrategias cognitivas (por ejemplo, saber que la realización de un esquema conceptual es un procedimiento que favorece la comprensión).
En particular, pueden distinguirse:
- Metaconocimientos que describen conocimientos.
- Metaconocimientos sobre la utilización o aplicación de conocimientos.
- Metaconocimientos para descubrir conocimientos.
- Metaconocimientos sobre la confianza o veracidad de un conocimiento particular.
- Metaconocimientos sobre el conocimiento que otros tienen (por ejemplo, Pedro sabe que Juan no sabe su teléfono).
- etc.

Debido a las diferentes definiciones sobre "conocimiento" promovidas por diferentes estudiosos, según los casos, la metainformación sería o no sería incluida en el metaconocimiento. El estudio sistémico y epistemológico del conocimiento humano, ciertamente requiere distinguir entre los diferentes conceptos relacionados, pero en el uso corriente del idioma, la metainformación, o sea por ejemplo la bibliografía, los conceptos relacionados, los sinónimos, las traducciones, etc., son considerados como un metaconocimiento.
El metaconocimiento es un instrumento conceptual fundamental en el dominio científico-tecnológico, así como en Ingeniería del conocimiento, en Gestión del conocimiento, y en otras áreas que estudian o que manejan conocimientos, lo que debe ser visto como un unificado objeto/entidad, conformado sobre la base de conceptualizaciones locales y terminológicas. Ejemplos del metaconocimiento individual de primer nivel, son los métodos de planificación, modelado, etiquetado, estudio, así como toda modificación de un dominio de conocimiento.
Según establece la metateoría TOGA, los procedimientos, las metodologías, y las estrategias de enseñanza, coordinadas con los cursos de enseñanza electrónica (e-learning), serían meta-meta-conocimiento individual de una entidad inteligente/coherente (persona, organización, o sociedad). Desde luego, marcos de metaconocimiento universales deberían ser válidos para la organización de los metaniveles de metaconocimiento individual.
Y sería posible instrumentar la extracción automática del  metaconocimiento de por ejemplo los archivos de publicaciones electrónicas, así revelando las áreas y los temas de las investigaciones, relacionando entre sí investigadores e instituciones, e identificando resultados contradictorios.

## Informática
En informatique, dans la plupart des systèmes experts, les connaissances du domaine du système (par exemple connaissances médicales pour l'aide au diagnostic) sont fournies plus ou moins déclarativement, tandis que les métaconnaissances (notamment celles pour utiliser ces connaissances) sont programmées en dur dans le moteur d'inférences. Parfois certaines d'entre elles sont formalisées et paramétrables, par exemple dans des métarègles.